# 胱天蛋白酶9
胱天蛋白酶9（英语：Caspase 9）是人类中由CASP9基因编码的一种酶。它是一种启动型胱天蛋白酶，对于许多组织中发现的细胞凋亡途径至关重要。已经在已知存在的所有哺乳动物中发现了胱天蛋白酶9同源物，如小鼠（Mus musculus）和黑猩猩（Pan troglodytes）。
胱天蛋白酶9属于胱天蛋白酶家族，主要参与细胞凋亡和细胞因子信号转导。凋亡信号导致线粒体释放细胞色素c并激活apaf-1（凋亡复合体），然后将胱天蛋白酶9的酶原裂解为活性二聚体形式。这种酶的调节是通过异构抑制剂的磷酸化来实现的，抑制二聚化并诱导构象变化。
正确的胱天蛋白酶9功能对于细胞凋亡至关重要，有助于中枢神经系统的正常发育。胱天蛋白酶9还具有多种与其在细胞凋亡中的作用无关的附加细胞功能。胱天蛋白酶9的非凋亡作用包括调节程序性坏死、细胞分化、先天免疫反应、感觉神经元成熟、线粒体稳态、皮质脊髓路径组织和缺血性血管损伤。如果没有正确的功能，可能导致异常的组织发育，引发功能异常、疾病和过早死亡。胱天蛋白酶9缺失功能突变与免疫缺陷/淋巴增生性障碍、神经管缺陷以及类李-佛美尼症候群有关。胱天蛋白酶9活性增加与肌萎缩性脊髓侧索硬化症、视网膜脱离和慢通道综合症，以及各种神经、自身免疫和心血管疾病的发展有关。
由于选择性剪接，产生了不同的胱天蛋白酶9蛋白质亚型。

## 结构
与其他胱天蛋白酶类似，胱天蛋白酶9具有三个结构域：N端前结构域、大亚基和小亚基。端前结构域也称为长前结构域，其中包含胱天蛋白酶激活结构域（CARD）基序。前结构域通过连接环与催化结构域连接。
胱天蛋白酶9单体由一大一小亚基组成，均包含催化结构域。与其他胱天蛋白酶中通常保守的活性位点基序QACRG不同，胱天蛋白酶9具有基序QACGG。
当二聚化时，胱天蛋白酶9在每个二聚体中具有两种不同的活性位点构象。其中一个位点与其他胱天蛋白酶的催化位点非常相似；而第二个位点没有“激活环”，会破坏该特定活性位点的催化机制。活性位点周围的表面环很短，底物结合裂缝更开放，因此产生了广泛的底物特异性。在胱天蛋白酶9的活性位点内，必须有特定的氨基酸位于正确的位置，才能产生催化活性。位于P1位的氨基酸Asp是必需的，而位于P2位的氨基酸His更受青睐。

## 定位
人类的胱天蛋白酶9存在于线粒体、细胞质和细胞核中。

### 蛋白质表达
人类的胱天蛋白酶9在胎儿和成人组织中表达。该酶的组织表达无处不在，在大脑和心脏中表达最高，特别是在成人发育阶段的心脏肌肉细胞中。肝脏、胰腺和骨骼肌以中等水平表达该酶，而所有其他组织以低水平表达该酶。

## 机制
激活的胱天蛋白酶9充当启动型胱天蛋白酶，通过裂解从而激活下游执行型胱天蛋白酶，从而引发细胞凋亡。一旦激活，胱天蛋白酶9就会继续裂解胱天蛋白酶3、6和7，这些酶会裂解其他细胞靶点而启动胱天蛋白酶级联反应。
当胱天蛋白酶9失活时，它以单体形式作为酶原存在于细胞质中。然后被apaf-1中的CARD通过识别胱天蛋白酶9中的CARD招募并激活。

### 加工
在激活之前，胱天蛋白酶9必须经过加工处理。最初，胱天蛋白酶9被制成无活性的单链酶原。当凋亡复合体与胱天蛋白酶9前体结合时，加工就会发生，因为apaf-1有助于酶原的自蛋白水解加工。加工后的胱天蛋白酶9与凋亡体复合物结合，形成全酶。

### 激活
胱天蛋白酶9二聚化时会发生激活，有两种不同的方式可以实现：
1. 胱天蛋白酶9在与apaf-1（凋亡复合体）结合时会自动激活，因为apaf-1会寡聚胱天蛋白酶9前体分子。[18]
2. 先前激活的胱天蛋白酶可以裂解胱天蛋白酶9，导致其二聚化。[25]

### 催化活性
胱天蛋白酶9的优选切割序列为Leu-Gly-His-Asp-(cut)-X。

## 调节
胱天蛋白酶9的负调节通过磷酸化发生。这是通过丝氨酸-196上的丝氨酸-苏氨酸激酶Akt来完成的，它抑制胱天蛋白酶9的激活和蛋白酶活性，从而抑制胱天蛋白酶9及细胞凋亡的进一步激活。Akt充当胱天蛋白酶9的变构抑制剂，因为丝氨酸-196的磷酸化位点离催化位点很远。该抑制剂影响胱天蛋白酶9的二聚化并引起构象变化，从而影响胱天蛋白酶9的底物结合裂口。
Akt可以在体外作用于加工过的和未加工过的胱天蛋白酶9，其中加工过的胱天蛋白酶9的磷酸化发生在大亚基上。

## 缺陷和突变
缺乏胱天蛋白酶9很大程度上会影响大脑及其发育。与其他胱天蛋白酶相比，这种胱天蛋白酶的突变或缺陷的影响是有害的。在细胞凋亡中，胱天蛋白酶9发挥的起始作用是导致那些患有非典型胱天蛋白酶9的人出现严重影响的原因。
胱天蛋白酶9不足的小鼠具有受影响或异常大脑的主要表型。由于细胞凋亡减少而导致大脑变大，从而导致额外神经元的增加，这是在胱天蛋白酶9缺陷小鼠中观察到的表型的一个例子。那些没有胱天蛋白酶9的纯合子会因大脑发育异常而在围产期死亡。
在人类中，胱天蛋白酶9的表达因组织而异，并且不同水平具有生理作用。低含量的胱天蛋白酶9会导致癌症和神经退行性疾病如阿尔茨海默病等。胱天蛋白酶9单核苷酸多态性（SNP）水平和全基因水平的进一步改变可能导致与非霍奇金淋巴瘤相关的生殖系突变。胱天蛋白酶9启动子中的某些多态性会提高胱天蛋白酶9的表达率，这会增加人患肺癌的风险。

## 临床意义
胱天蛋白酶9水平或功能异常会影响临床界。胱天蛋白酶9对大脑的影响可能会引领未来通过靶向治疗进行抑制研究，特别是与大脑相关的疾病，因为这种酶可能参与神经元疾病的发展途径。
胱天蛋白酶的引入也可能具有医疗益处。在移植物对抗宿主疾病的背景下，可以引入胱天蛋白酶9作为诱导开关。当小分子存在时，它会二聚化并引发细胞凋亡，消除淋巴细胞。

### iCasp9
iCasp9（诱导型胱天蛋白酶9）是一种嵌合抗原受体T细胞（CAR T细胞）的控制系统。CAR T细胞是经过基因改造的T细胞，对肿瘤细胞具有细胞毒性。有证据表明CAR T细胞可有效治疗B细胞恶性肿瘤。然而，由于CAR T细胞会产生毒性，因此对细胞及其靶点的用户控制至关重要。对CAR T细胞进行控制的多种方法之一是通过药物控制的合成系统。iCasp9是通过修饰胱天蛋白酶9并将其与FK506结合蛋白融合而创建的。iCasp9可以作为诱导性自杀基因添加到CAR T细胞中。
如果CAR T细胞治疗导致严重副作用，iCasp9可用于停止治疗。给予雷帕霉素等小分子药物会导致药物与FK506结构域结合。这反过来会诱导胱天蛋白酶9的表达，从而触发CAR T细胞的细胞死亡。

## 替代转录
通过选择性剪接可产生了四种不同的胱天蛋白酶9变体。

### 胱天蛋白酶9α（9L）
该变体用作参考序列，它具有完整的半胱氨酸蛋白酶活性。

### 胱天蛋白酶9β（9S）
异构体2不包括外显子3、4、5和6，它缺少氨基酸140-289。胱天蛋白酶9S没有中心催化结构域，因此它通过附着在凋亡体上作为胱天蛋白酶9α的抑制剂，抑制胱天蛋白酶级联和细胞凋亡。胱天蛋白酶9β被称为内源性显性失活亚型。

### 胱天蛋白酶9γ
该变体缺少氨基酸155-416，并且对于氨基酸152-154，序列AYI更改为TVL。

### 异构体4
与参考序列相比，它缺少氨基酸1-83。

## 相互作用
胱天蛋白酶9已被证明可以与以下物质相互作用：

细胞凋亡涉及的信号转导途径概述。

- APAF1[37][38][7][39][40]
- 杆状病毒IAP重复序列包含蛋白2[41]
- 杆状病毒IAP重复序列包含蛋白3[41]
- 胱天蛋白酶8[42][43]
- NLRP1[37][44]
- XIAP[41][45][46][47]

## 拓展阅读
- Cohen GM. . The Biochemical Journal. August 1997, 326 (Pt 1): 1–16. PMC 1218630 . PMID 9337844. doi:10.1042/bj3260001.
- Deveraux QL, Reed JC. . Genes & Development. February 1999, 13 (3): 239–52. PMID 9990849. doi:10.1101/gad.13.3.239 .
- Zhao LJ, Zhu H. . Current Drug Targets. Immune, Endocrine and Metabolic Disorders. December 2004, 4 (4): 265–75. PMID 15578977. doi:10.2174/1568008043339668.
- Le Rouzic E, Benichou S. . Retrovirology. February 2005, 2: 11. PMC 554975 . PMID 15725353. doi:10.1186/1742-4690-2-11 .
- Moon HS, Yang JS. . Molecules and Cells. February 2006, 21 (1): 7–20. PMID 16511342.
- Kopp S. . Community Dentistry and Oral Epidemiology. September 1976, 4 (5): 205–9. PMID 1067155. doi:10.1111/j.1600-0528.1976.tb00985.x.
- Fernandes-Alnemri T, Litwack G, Alnemri ES. . The Journal of Biological Chemistry. December 1994, 269 (49): 30761–4. PMID 7983002. doi:10.1016/S0021-9258(18)47344-9 .
- Duan H, Orth K, Chinnaiyan AM, Poirier GG, Froelich CJ, He WW, Dixit VM. . The Journal of Biological Chemistry. July 1996, 271 (28): 16720–4. PMID 8663294. doi:10.1074/jbc.271.28.16720 .
- Srinivasula SM, Fernandes-Alnemri T, Zangrilli J, Robertson N, Armstrong RC, Wang L, Trapani JA, Tomaselli KJ, Litwack G, Alnemri ES. . The Journal of Biological Chemistry. October 1996, 271 (43): 27099–106. PMID 8900201. doi:10.1074/jbc.271.43.27099 .
- Srinivasula SM, Ahmad M, Fernandes-Alnemri T, Litwack G, Alnemri ES. . Proceedings of the National Academy of Sciences of the United States of America. December 1996, 93 (25): 14486–91. Bibcode:1996PNAS...9314486S. PMC 26159 . PMID 8962078. doi:10.1073/pnas.93.25.14486 .
- Kothakota S, Azuma T, Reinhard C, Klippel A, Tang J, Chu K, McGarry TJ, Kirschner MW, Koths K, Kwiatkowski DJ, Williams LT. . Science. October 1997, 278 (5336): 294–8. PMID 9323209. doi:10.1126/science.278.5336.294.
- Li P, Nijhawan D, Budihardjo I, Srinivasula SM, Ahmad M, Alnemri ES, Wang X. . Cell. November 1997, 91 (4): 479–89. PMID 9390557. S2CID 14321446. doi:10.1016/S0092-8674(00)80434-1 .
- Pan G, O'Rourke K, Dixit VM. . The Journal of Biological Chemistry. March 1998, 273 (10): 5841–5. PMID 9488720. doi:10.1074/jbc.273.10.5841 .
- Hu Y, Benedict MA, Wu D, Inohara N, Núñez G. . Proceedings of the National Academy of Sciences of the United States of America. April 1998, 95 (8): 4386–91. Bibcode:1998PNAS...95.4386H. PMC 22498 . PMID 9539746. doi:10.1073/pnas.95.8.4386 .
- Deveraux QL, Roy N, Stennicke HR, Van Arsdale T, Zhou Q, Srinivasula SM, Alnemri ES, Salvesen GS, Reed JC. . The EMBO Journal. April 1998, 17 (8): 2215–23. PMC 1170566 . PMID 9545235. doi:10.1093/emboj/17.8.2215.
- Srinivasula SM, Ahmad M, Fernandes-Alnemri T, Alnemri ES. . Molecular Cell. June 1998, 1 (7): 949–57. PMID 9651578. doi:10.1016/S1097-2765(00)80095-7 .
- Kamada S, Kusano H, Fujita H, Ohtsu M, Koya RC, Kuzumaki N, Tsujimoto Y. . Proceedings of the National Academy of Sciences of the United States of America. July 1998, 95 (15): 8532–7. Bibcode:1998PNAS...95.8532K. PMC 21110 . PMID 9671712. doi:10.1073/pnas.95.15.8532 .
- Cardone MH, Roy N, Stennicke HR, Salvesen GS, Franke TF, Stanbridge E, Frisch S, Reed JC. . Science. November 1998, 282 (5392): 1318–21. Bibcode:1998Sci...282.1318C. PMID 9812896. doi:10.1126/science.282.5392.1318.
- Hu Y, Ding L, Spencer DM, Núñez G. . The Journal of Biological Chemistry. December 1998, 273 (50): 33489–94. PMID 9837928. doi:10.1074/jbc.273.50.33489 .
- Lei K, Nimnual A, Zong WX, Kennedy NJ, Flavell RA, Thompson CB, Bar-Sagi D, Davis RJ. . Molecular and Cellular Biology. July 2002, 22 (13): 4929–42. PMC 133923 . PMID 12052897. doi:10.1128/MCB.22.13.4929-4942.2002.
- Earnshaw WC, Martins LM, Kaufmann SH. . Annual Review of Biochemistry. 1999, 68: 383–424. PMID 10872455. doi:10.1146/annurev.biochem.68.1.383.